# Szwedzka (stacja metra)
Szwedzka – stacja linii M2 metra w Warszawie. Znajduje się przy ul. Strzeleckiej, po wschodniej stronie ul. Szwedzkiej, w dzielnicy Praga-Północ.

## Opis
29 października 2015 wybrano wykonawcę stacji, 10 marca 2016 otrzymała ona pozwolenie na budowę, a 11 marca 2016 podpisano umowę na jej realizację. Stacja została otwarta 15 września 2019.